# Lockvögel
Lockvögel, op. 118, är en vals av Johann Strauss den yngre. Den spelades första gången den 5 juli 1852 i Wien.

## Historia
Imitering av fågelröster användes upprepade gånger i kompositioner av medlemmarna i Strauss-familjen. Exempelvis i valsen Die Schwalben av Johann Strauss den äldre (op. 208), polkan Nachtigall-Polka av Johann Strauss den yngre (op. 222) och valsen Dorfschwalben aus Österreich (op. 164) av Josef Strauss. Fågelröster hörs även i Philipp Fahrbach den yngres vals D'Schwarzblatt'In aus'n Wienerwald (op. 2) samt i Carl Michael Ziehrer vals Die Natursänger (op. 415).
Valsen i Ländler-stil, som Johann Strauss den yngre skrev för en välgörenhetskonsert i Denglers Bierhalle Fünfhaus den 5 juli 1852, passar in i serien med dessa kompositioner. Han kallade verket "Lockfågel" och redan i inledningen börjar flöjtdrillarna imitera en fågelröst. Jägare har i alla tider använt sig av både konstgjorda "lockfåglar" för att locka till sig bytet och riktiga fåglar. Men ordet har även en mer dunkel betydelse. Journalisten Friedrich Schlögl skrev i boken "Wiener Blut", som för övrigt inspirerade Johann Strauss till valsen med samma namn (op. 354), om populära sångare som talar om "gudomlig kärlek" men som i själva verket menade den kommersiella kärlekshandeln som erbjöds på ölhallar och andra ställen. Dessa "lockfåglar" hämtade upp sina kunder "som en magnet drar till sig järn". I valsens inledning indikerar Strauss titeln båda betydelser: förutom delar med fågeldrillar finns det mer svepande, lockande melodier.
Valsen gjorde stor succé och fick tas om inte mindre än tio gånger vid premiären den 5 juli. Men valsens popularitet blev kortlivad. Efter några månader försvann valsen från Strauss-orkesterns repertoar. 

## Om valsen
Speltiden är ca 6 minuter och 21 sekunder plus minus några sekunder beroende på dirigentens musikaliska tolkning.

## Weblänkar
- Dynastin Strauss 1852 med kommentarer om Lockvögel.
- Lockvögel i Naxos-utgåvan.